# Batalla de Colachel
La batalla de Colachel, también conocida como batalla de Kulachal, fue una batalla ocurrida el 10 de agosto de 1741 durante la Guerra neerlando-travancorense, cuando las fuerzas de Marthanda Varma, rajá del estado hindú de Travancore derrotaron a las fuerzas de la Compañía Neerlandesa de las Indias Orientales en Kulachal (aportuguesado como Colachal), India. Esta batalla es considerada como el primer ejemplo de que un poder asiático organizado puede derrotar a un poder colonial europeo. Hubo tentativas anteriores en la costa oeste de la India por marineros nativos, como Kunjali Marakkar en el siglo XVI, y por Kanhoji Angria en el siglo XVIII, pero eran a una escala más pequeña y más guerrillero por la naturaleza. El éxito del rajá es atribuido al genio táctico de su primer ministro, Ramayyan Dalawa. Esta batalla es de gran importancia, ya que marcó la disminución de influencia neerlandesa sobre la India, ayudando a la ascensión de la Compañía Británica de las Indias Orientales y el final dominio neerlandés.

## Antecedentes
Casi toda la pimienta que importaban los neerlandeses venía del Reino de Kayamkulam. Cuando el entonces maharajá de Travancore, Marthanda Varma, descubrió que el rajá de Kayamkulam estuvo implicado en una conspiración contra su persona, ordenó la destrucción de Kayamkulam y la anexión del reino. Este suceso inquietó a los neerlandeses, que temían que Marthanda Varma concediera a los británicos los derechos de comercio de la pimienta, y terminase de esa forma el monopolio neerlandés. Con esto a la vista, el gobernador neerlandés escribió a Marthanda Varma piiendo que terminasen las agresiones contra Kayamkulam, a lo cual el maharajá contestó pidiéndole que no interfiriese en los asuntos que no le concernían. El gobernador tuvo entonces un encuentro con el maharajá en persona y lo amenazó con una guerra sobre la base de que ellos eran un poder "superior". La entrevista finalizó con una observación desdeñosa del maharajá, que afirmó que si el poder "superior" decidiera atacarlos "había bosques en Travancore a los cuales él y su gente podrían retirarse con seguridad" y que había estado planificando invadir Europa con sus pescadores. Esta entrevista terminó así, en tensión, y el gobernador neerlandés decidió atacar Travancore.

## La batalla
La batalla comenzó cuando una fuerza de marineros neerlandeses bajo el mando de un comandante flamenco, el capitán Eustachius De Lannoy fue enviada a Travancore para asegurar una factoría del rajá. Desembarcaron con la artillería en Kulachal, entonces una ciudad pequeña ciudad costera, y conquistaron territorios hasta Padmanabhapuram, la capital de Travancore. La llegada del ejército del rajá desde el norte forzó a los neerlandeses a tomar posiciones defensivas en Kulachal, donde fueron atacados y vencidos por las fuerzas de Travancore.
Unos veintiocho soldados neerlandeses fueron hechos prisioneros. Después de la derrota, el comandante se unió al ejército del rajá a cambio de su vida, y sirvió en él durante más de dos décadas.

## Consecuencias
Un resultado directo del acontecimiento en Kulachal fue la entrada en funciones del comercio de pimienta negra por el estado de Travancore. Este desarrollo debía tener repercusiones serias sobre los neerlandeses y el mundo comercial de Kerala en general. En 1753, los neerlandeses firmaron el Tratado de Mavelikkara con la condición de no obstruir la expansión del rajá, al que venderían armas y municiones. Esto marcó el principio del final de la influencia neerlandesa en la India. La Compañía Neerlandesa de las Indias Orientales siguió vendiendo especias indonesias y azúcar en Kerala hasta 1795, cuando la conquista inglesa del Reino de Cochín terminó su dominio en la India.